# Désert de la Tatacoa
Le désert de la Tatacoa (en espagnol : desierto de la Tatacoa) est un désert situé en Colombie, au nord du département de Huila, à 38 kilomètres de la ville de Neiva (capitale du département). 
Sous ses apparences de désert, il s'agit en fait d'une forêt sèche et tropicale couvrant une surface totale de 330 km2, en grande partie dans la municipalité de Villavieja.
C'est une zone riche en fossiles datant de millions d'années qui est très prisée des géologues et paléontologues. C'est également une grande destination touristique.

## Toponymie
En 1538, le conquistador espagnol Gonzalo Jiménez de Quesada nomme la région « Valle de las Tristezas ». 
Le désert de la Tatacoa doit son nom actuel à la présence de nombreuses couleuvres inoffensives de couleur noire, appelées « Tatacoa ». Il est aussi appelé la « région semi-aride de Yararaca ». 

## Géographie

Le désert gris dans la Tatacoa. Avril 2019.

### Faune et flore

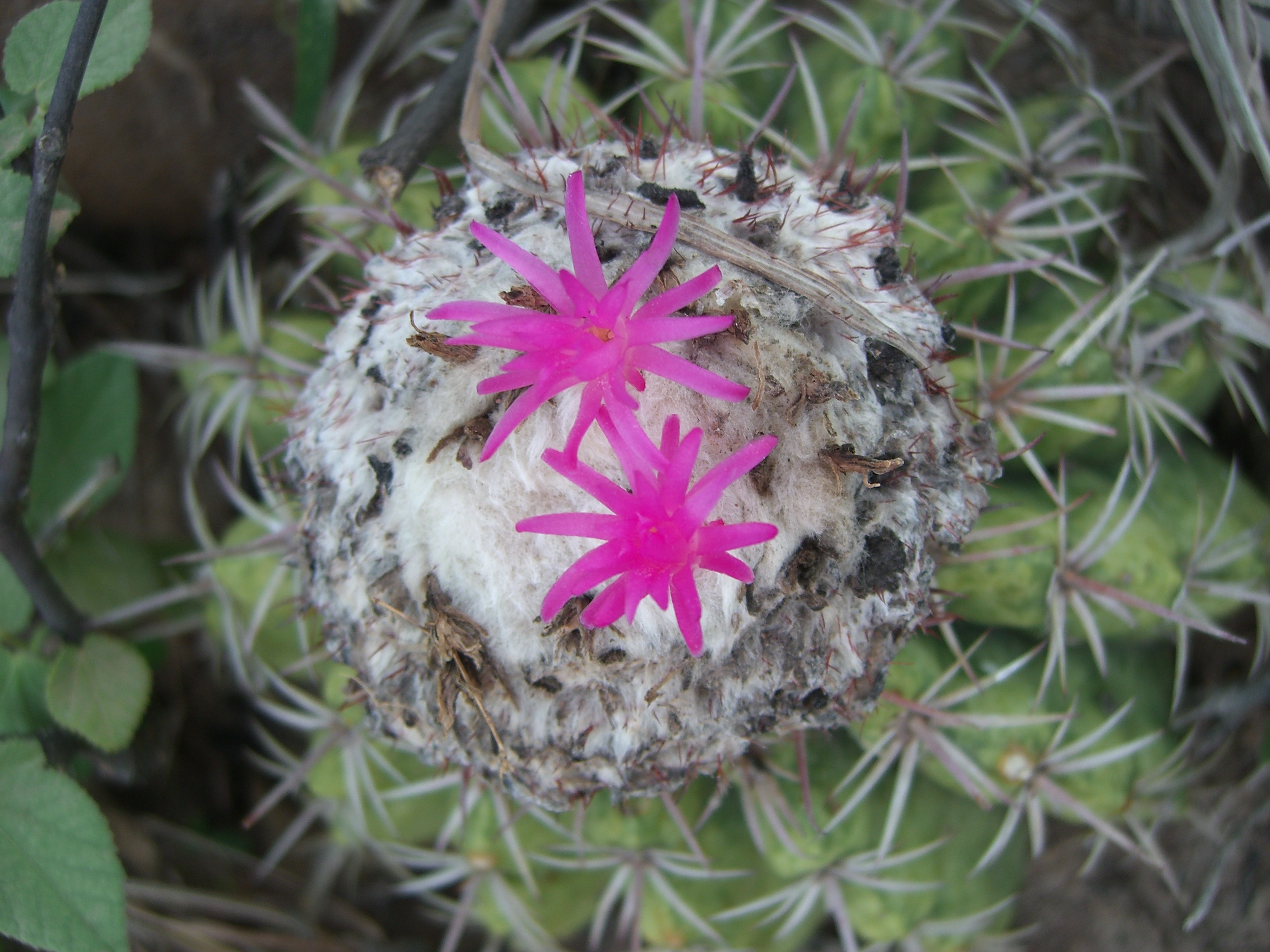
Une des espèces de Cactées présentes dans le désert.

## Observation astronomique

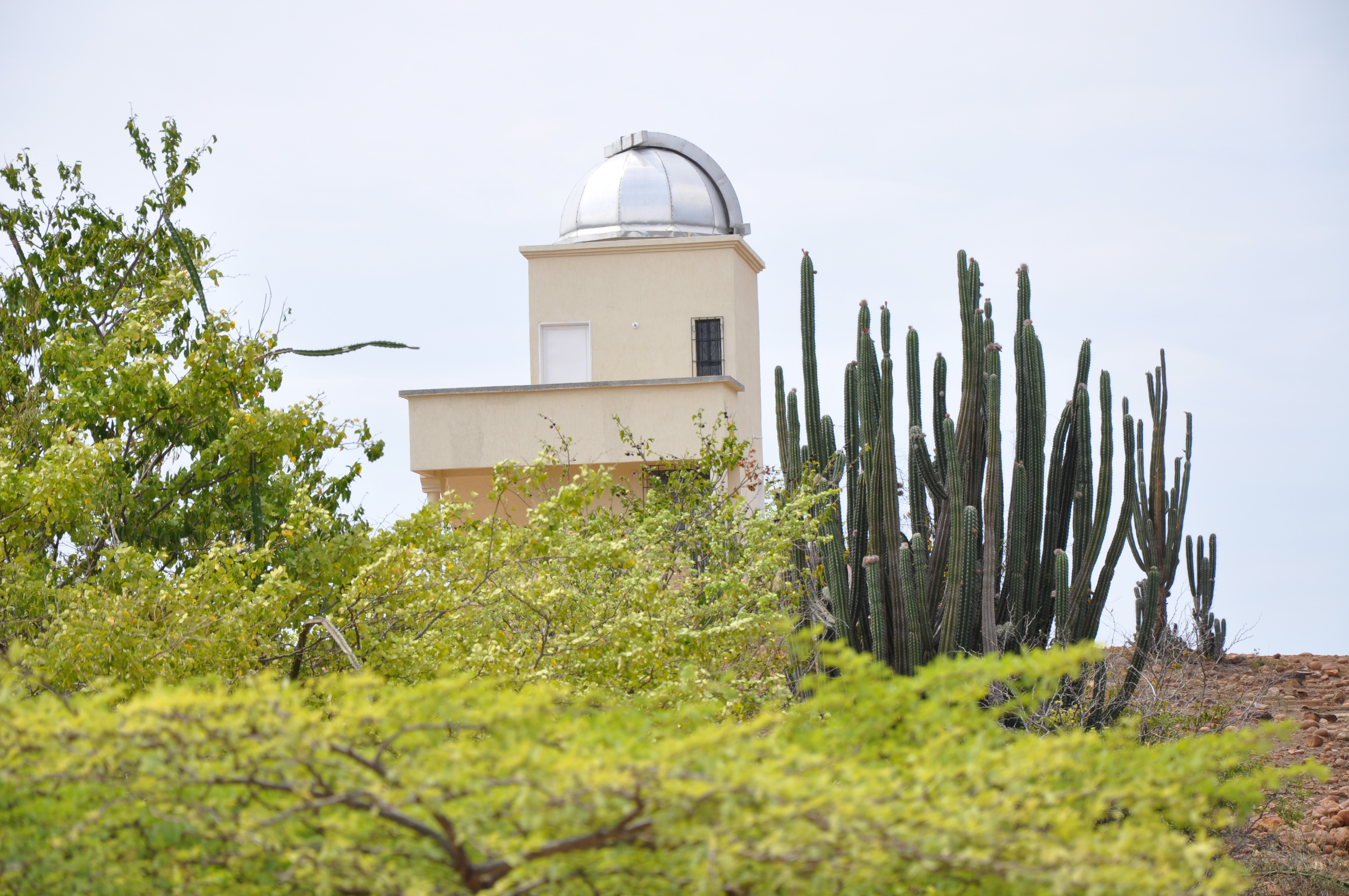
Observatoire dans le désert de la Tatacoa.

La situation du désert de la Tatacoa, proche de l'équateur, ainsi que les conditions atmosphériques qui y règnent en font un site privilégié pour observer près de 88 constellations ou des pluies de météores.
Le lieu est également remarquable par la quasi absence de pollution lumineuse ou auditive.

## Galerie

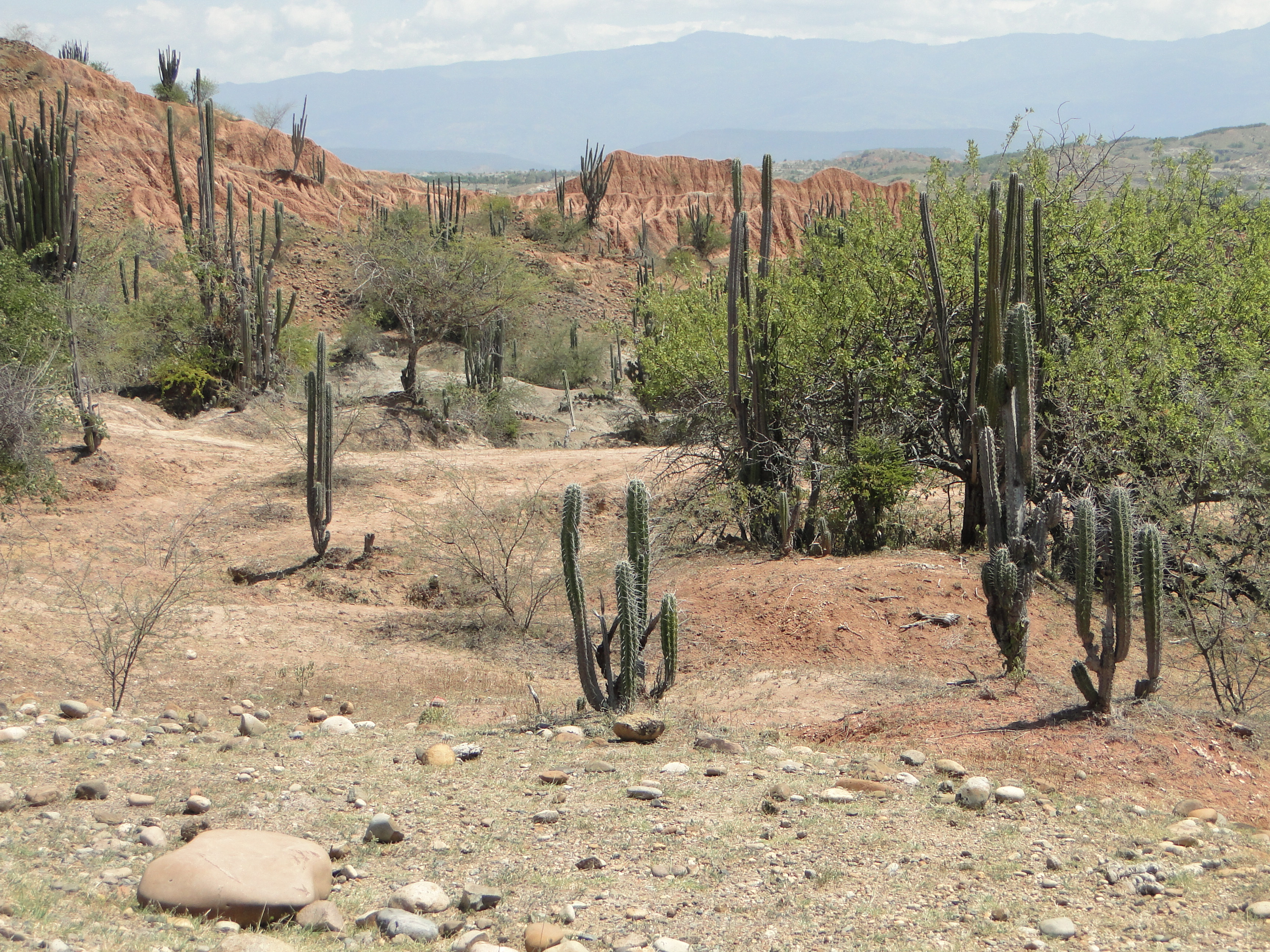
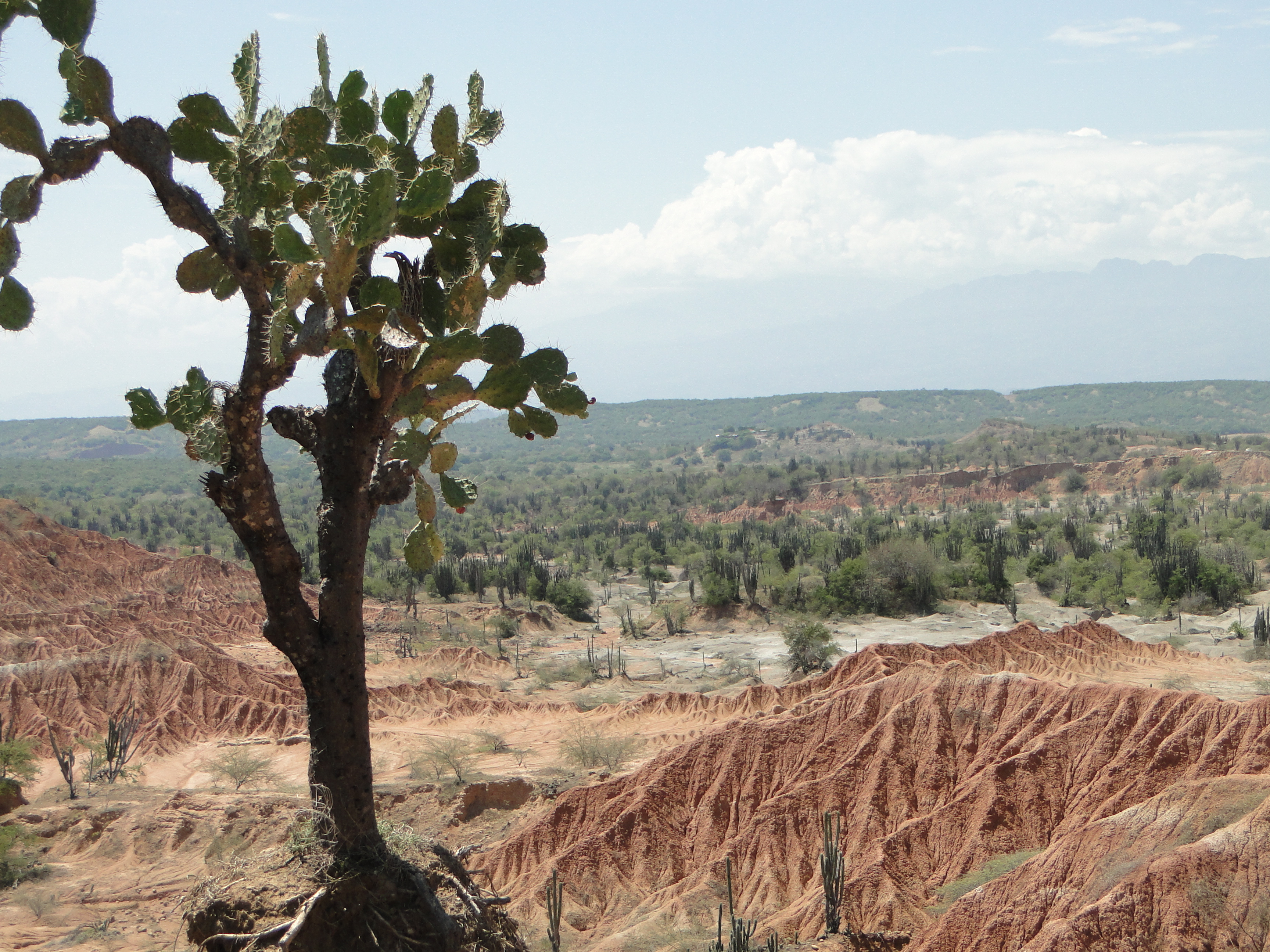
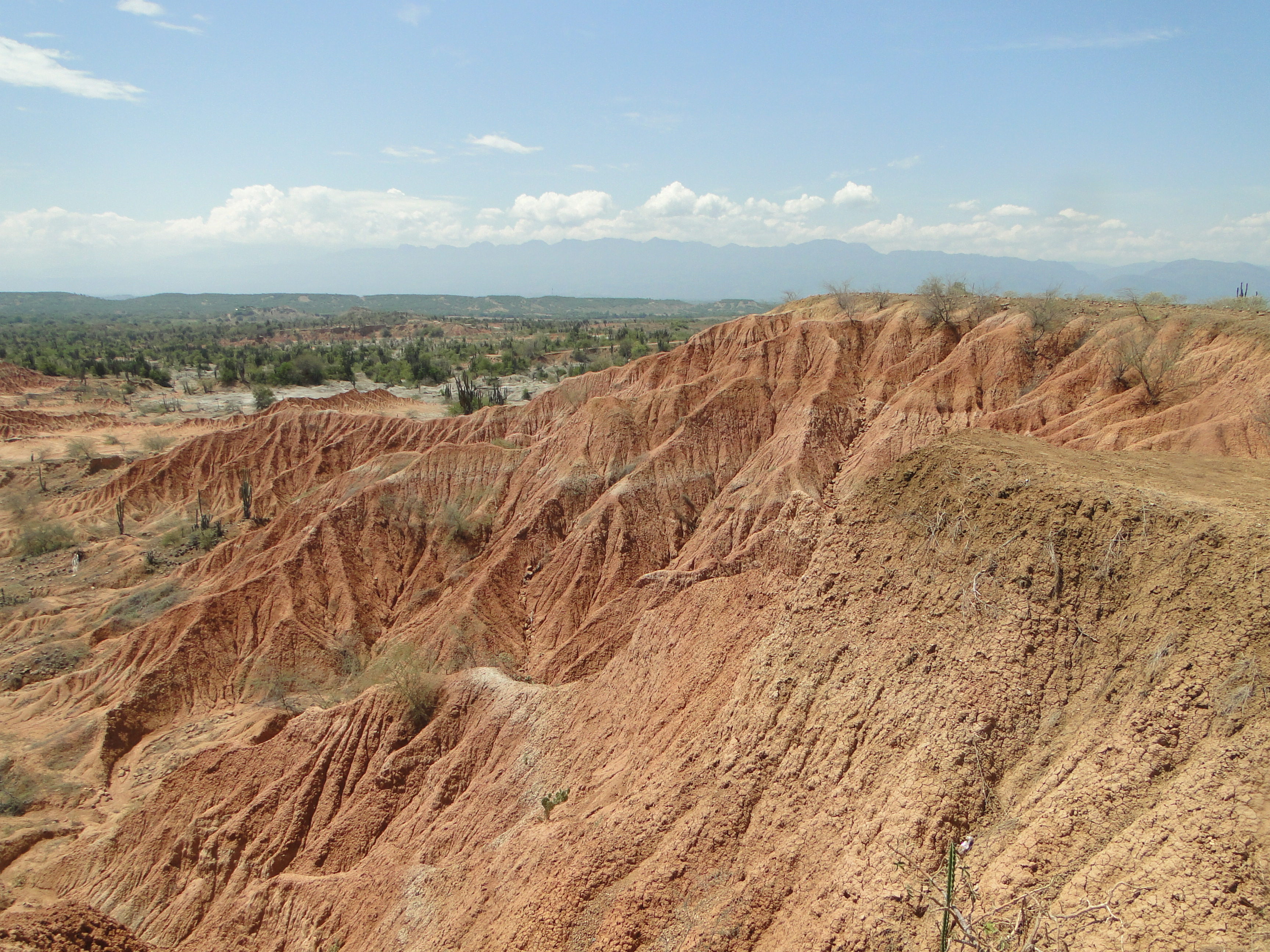
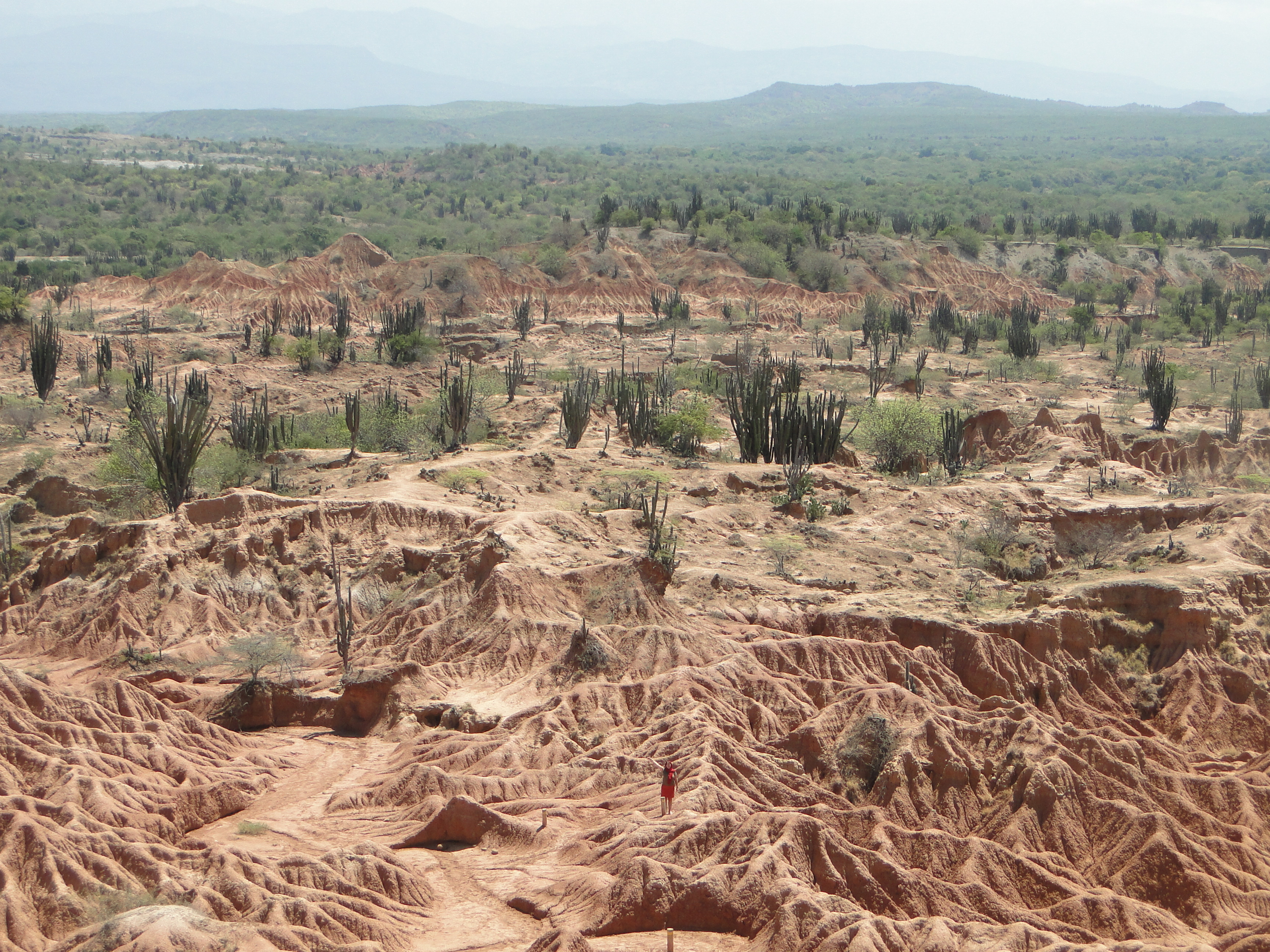
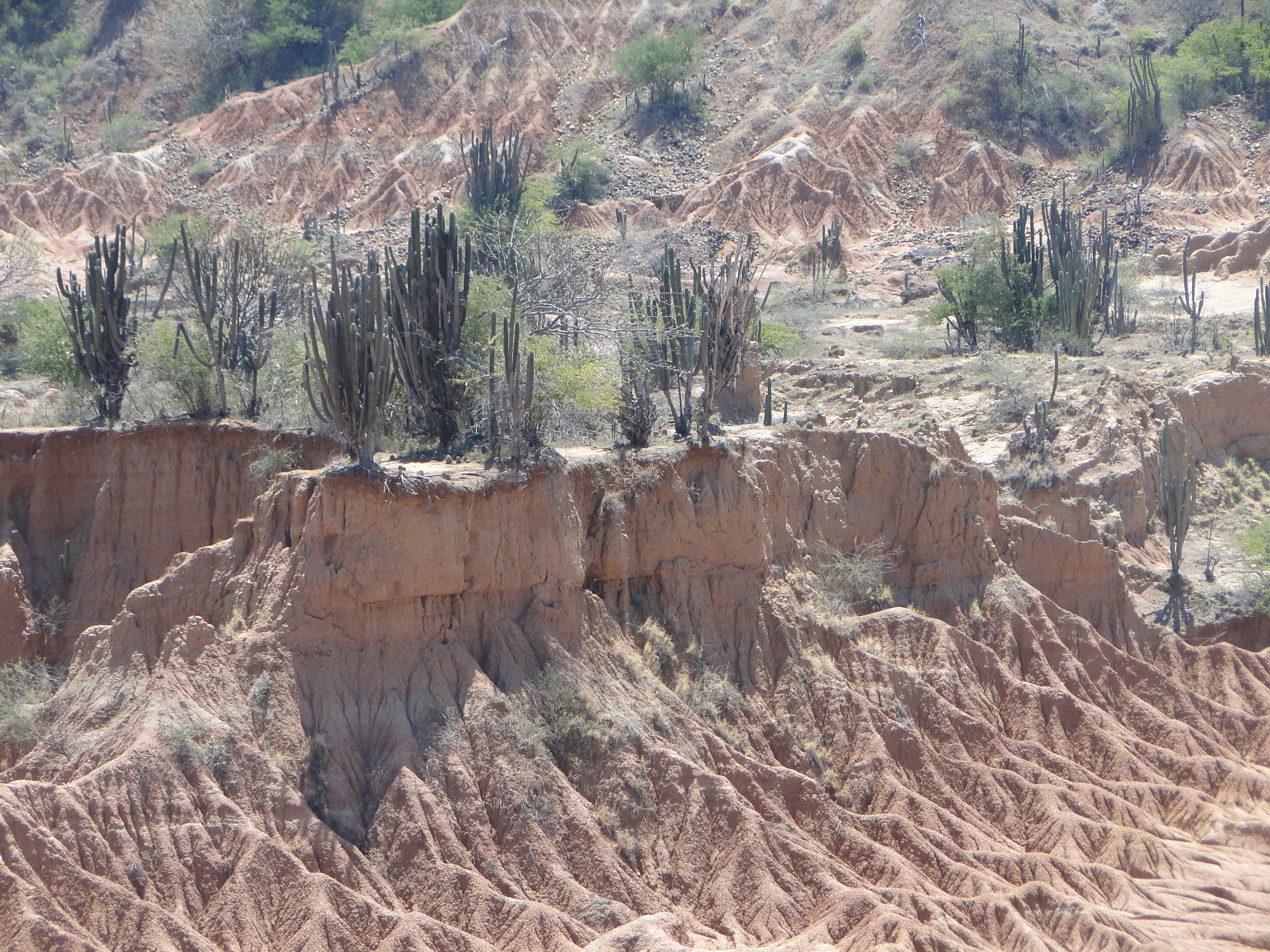
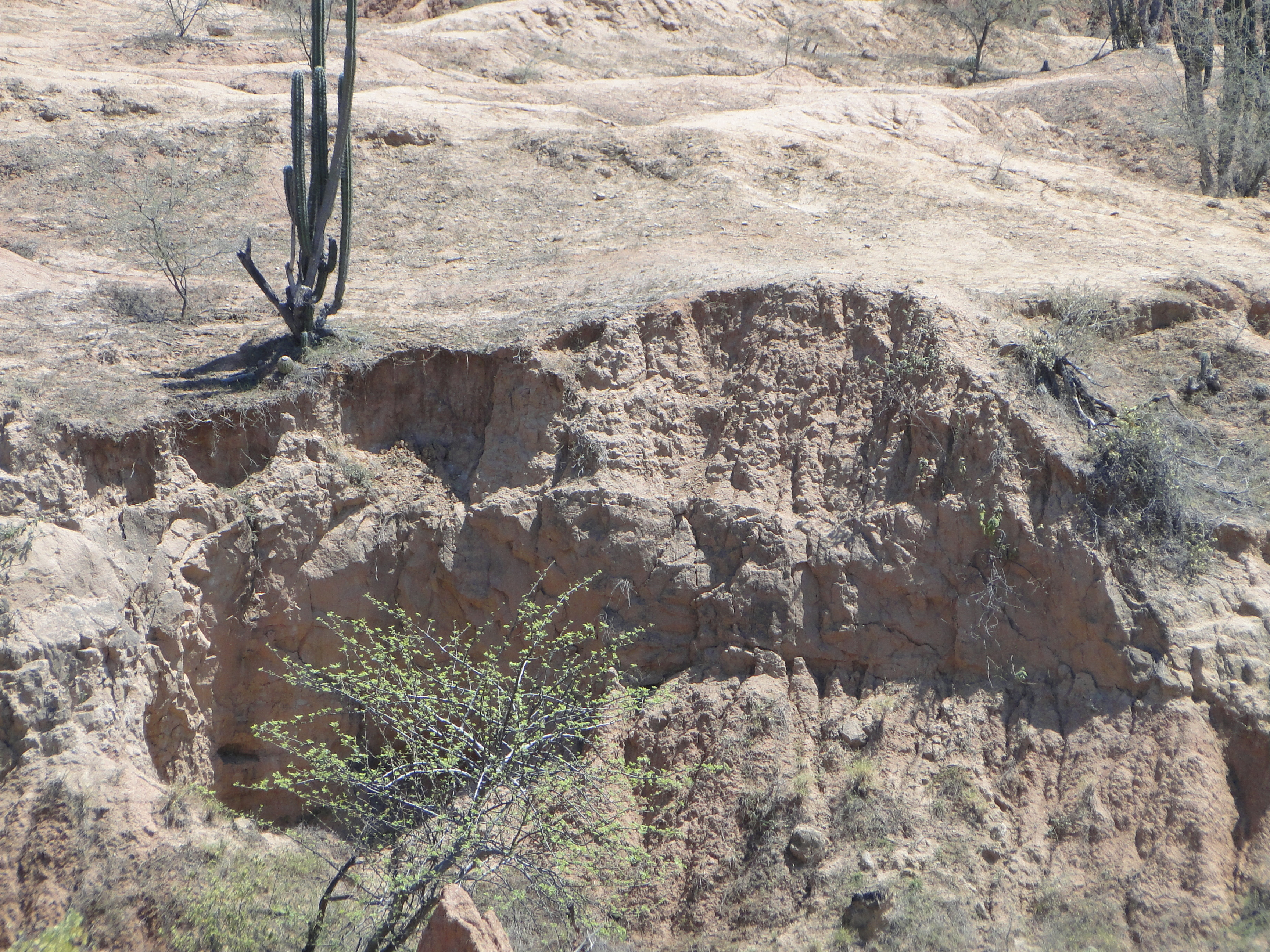
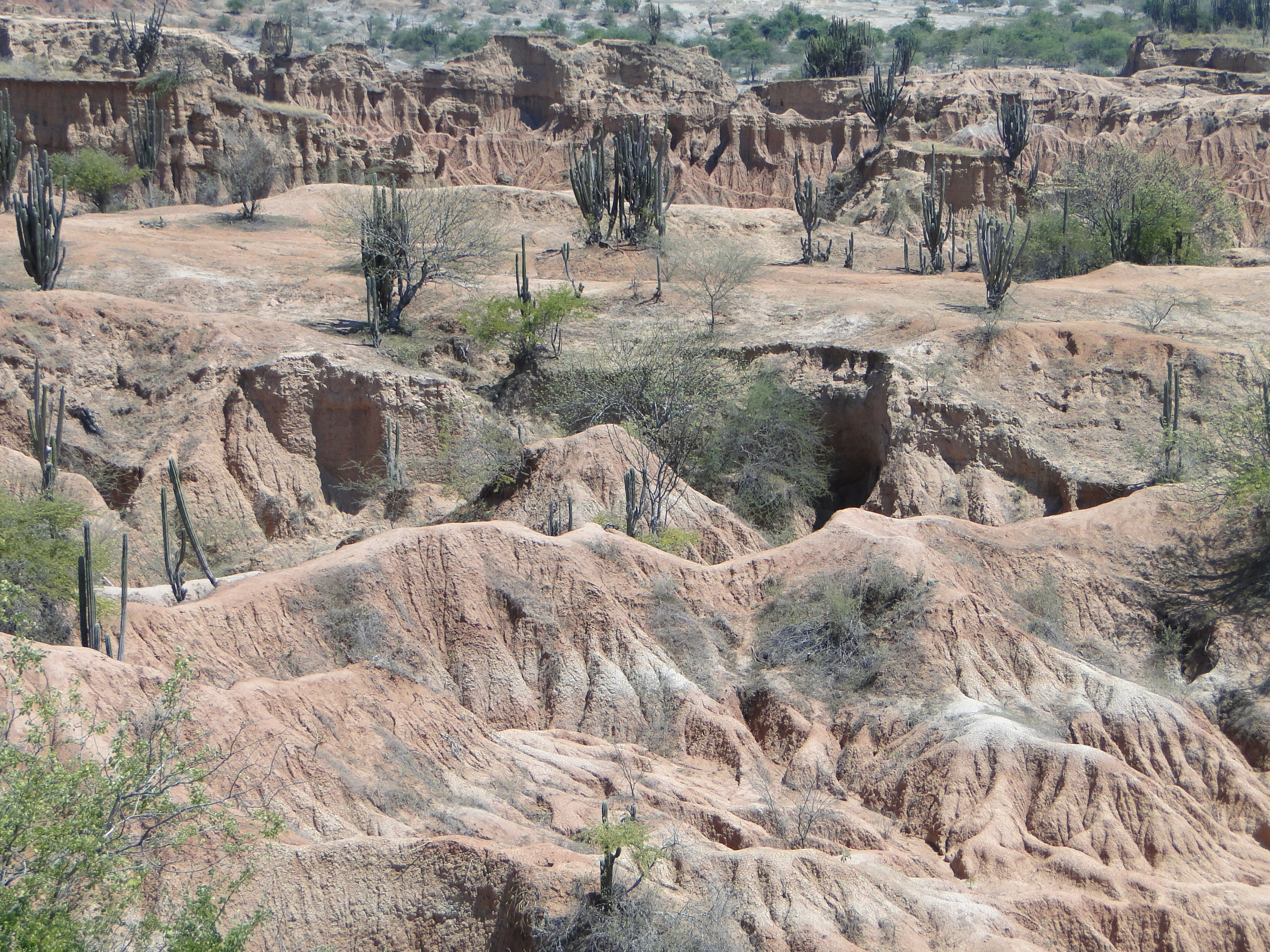
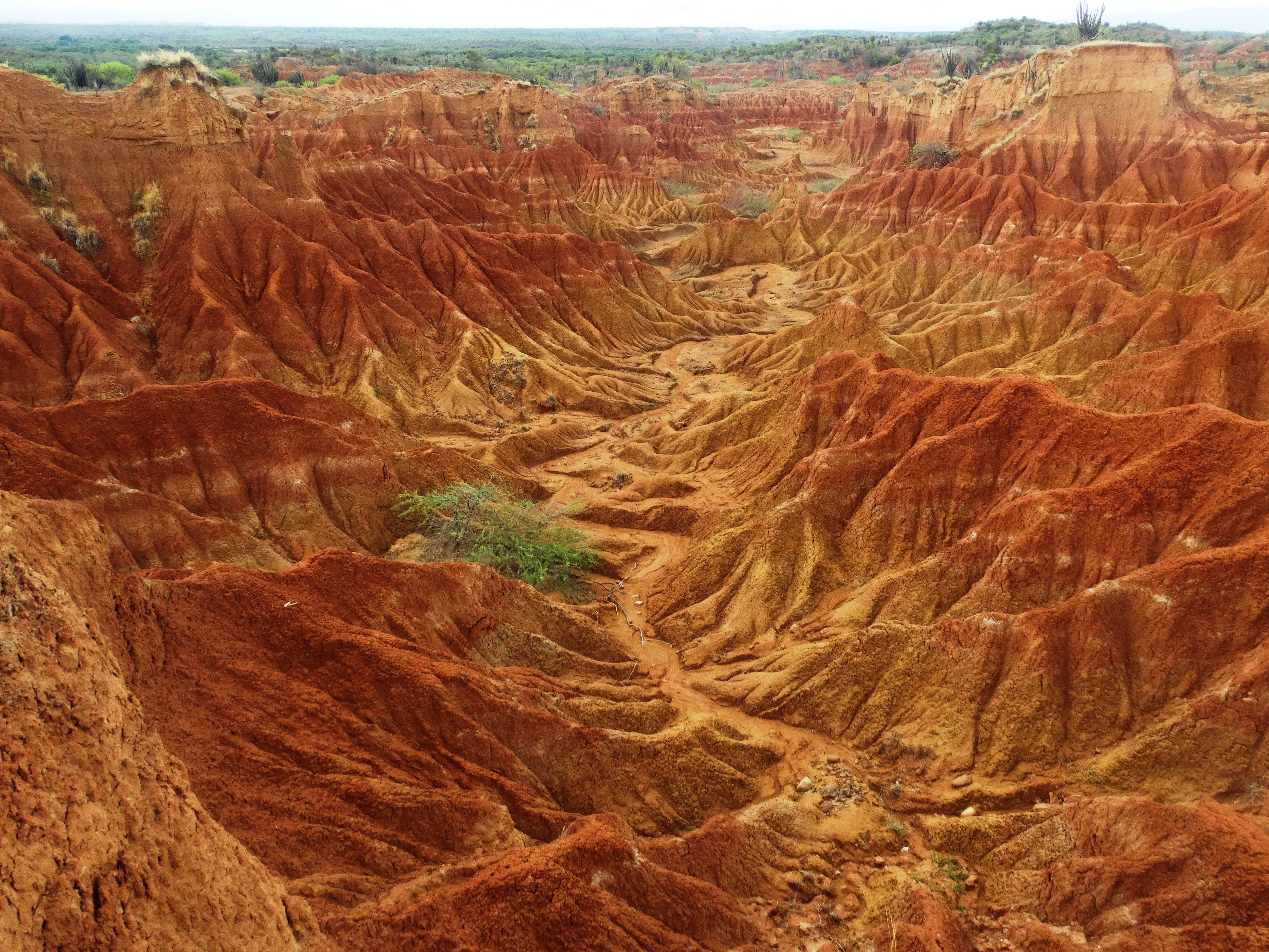
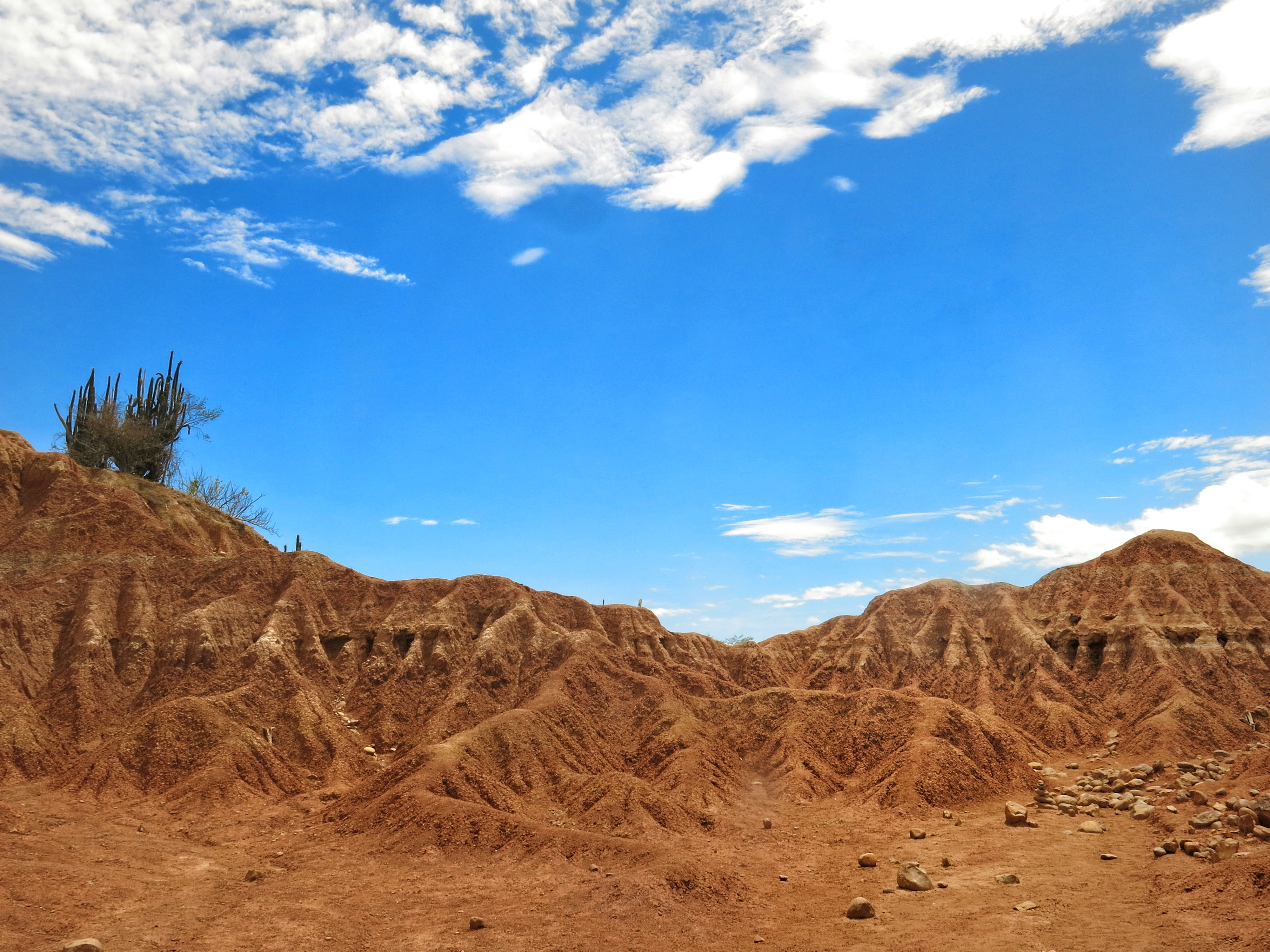